# نیکی لوفت‌فارت

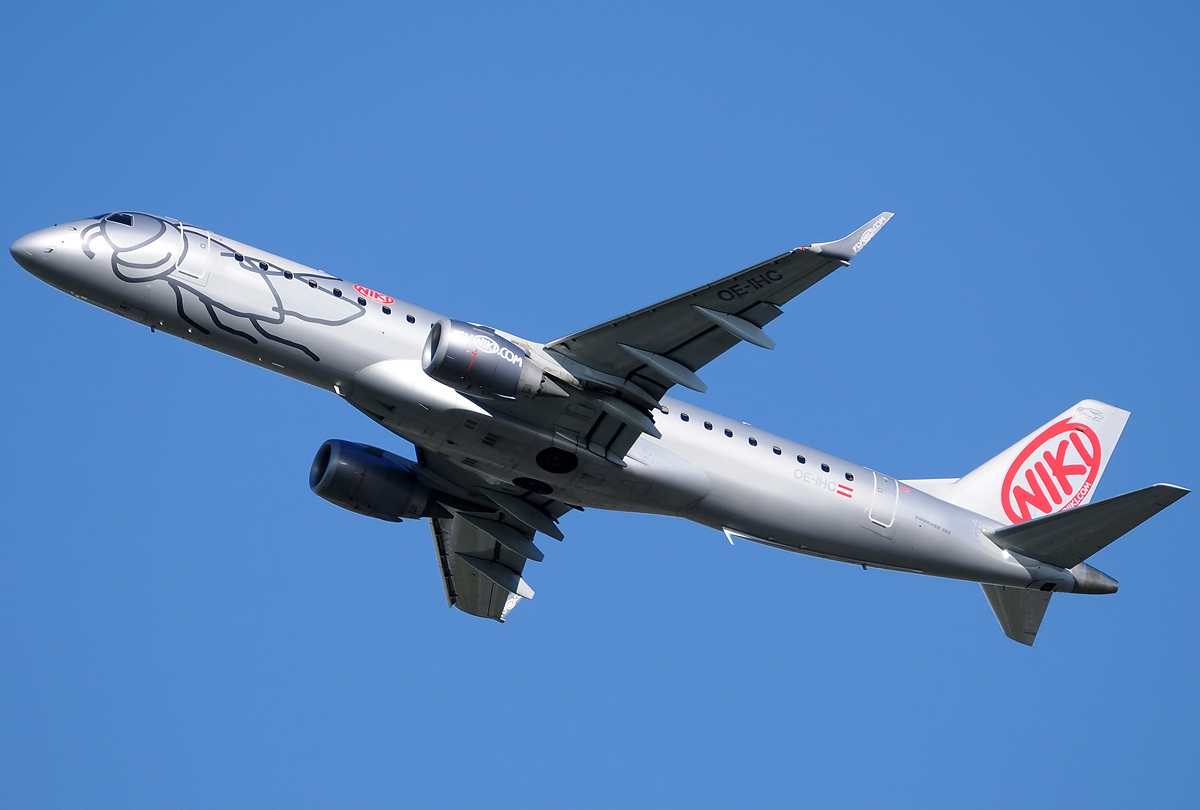
هواپیمای امبرائر ای‌آرجی ۱۹۰ متعلق به نیکی لوفت‌فارت

نیکی لوفت‌فارت، (به آلمانی: Niki Luftfahrt) شرکت هواپیمایی اتریشی است، که در سال ۲۰۰۳ توسط راننده بازنشسته آلمانی؛ نیکی لائودا تأسیس شد و یک سال بعد، توسط دومین شرکت بزرگ هواپیمایی آلمان؛ ایر برلین خریداری شد. 
این شرکت در حال حاضر روزانه به ۵۰ مقصد، در آفریقا، خاورمیانه، آسیا و اروپا پروازهای مستقیم دارد. دفتر مرکزی شرکت نیکی لوفت‌فارت در شهر شوخات، اتریش قرار دارد و فرودگاه بین‌المللی وین و فرودگاه زالتسبورگ، قطب‌های این شرکت هواپیمایی به‌شمار می‌آیند. شرکت نیکی در حال حاضر در ناوگان هوایی خود، دارای ۲۳ فروند هواپیمای جت مسافربری می‌باشد.